# Роттер-Фоккен, Алине
Алине Роттер-Фоккен (нем. Aline Rotter-Focken, урожд. Фоккен; р.10 мая 1991) — немецкая спортсменка, борец вольного стиля, чемпионка мира, призёр чемпионатов Европы. Чемпионка Олимпийских игр 2020 в Токио.

## Биография
Родилась в 1991 году в Крефельде в семье борцов, заниматься борьбой начала с 1996 года под руководством своего отца Ханса-Георга Фоккена. В 2010 году стала чемпионкой Европы среди юниоров, а на чемпионате мира среди юниоров завоевала бронзовую медаль. На чемпионате мира среди юниоров 2011 года стала серебряной призёркой.
В 2012 году завоевала серебряную медаль Гран-при Германии. В 2013 году стала обладательницей бронзовой медали чемпионата Европы. В 2014 году выиграла чемпионат мира. В 2015 году завоевала бронзу на I Европейских играх в Баку.
На чемпионате Европы в 2019 году в Бухаресте в весовой категории до 76 кг завоевала бронзовую медаль.
На предолимпийском чемпионате мира в Казахстане в 2019 году в весовой категории до 76 кг, Алине завоевала бронзовую медаль и получила олимпийскую лицензию для своего национального Олимпийского комитета.
В феврале 2020 года на чемпионате континента в итальянской столице, в весовой категории до 76 кг Алина в схватке за бронзовую медаль поборола спортсменку из Франции и завоевала бронзовую медаль европейского первенства.
На чемпионате Европы 2021 года, который проходил в апреле в Варшаве, в весовой категории до 76 кг, немецкая спортсменка завоевала бронзовую медаль.